# Фонд пам'яті Блаженнішого Митрополита Мефодія
Фонд пам'яті Блаженнішого Митрополита Мефодія — громадська організація, заснована 8 квітня 2015 року для вшанування пам'яті Блаженнішого Мефодія, Митрополита Київського і всієї України, Предстоятеля Української автокефальної православної церкви.

## Місія
Основні задачі:
- опрацювання та видання творчого доробку митрополита Мефодія;
- створення в Тернополі музею новітньої церковної історії УАПЦ;
- збереження пам'яті про митрополита Мефодія;
- справи соціального служіння, духовного просвітництва та інші справи християнського милосердя;
- справи, що сприятимуть розвитку та підтримці українського православ'я;
- сприяння здійсненню справ духовного заповіту митрополита Мефодія.

Напрямки та форми діяльності:
- справи християнського милосердя, допомога нужденним;
- духовно-просвітницькі справи;
- видання духовної, богослужбової, просвітницької літератури, трудів і творів владики та трудів про митрополита Мефодія;
- збереження духовної спадщини Блаженнішого Мефодія;
- організація виставок, симпозіумів.

## Структура
Голова Фонду — Наталія Шевчук, яка 15 років, аж до дня смерті владики, була його незмінним першим помічником.
Фонд складається із таких відділів:
- Видавничий відділ
- Соціально-благодійний відділ
- Науково-богословський відділ
- Відділ новітньої церковної історії
- Відділ допомоги АТО
- Відділ реабілітації дітей та молоді
- «Від серця до серця»
- Прес-служба

## Діяльність
- 24 травня 2015 року, в день пам'яті Кирила та Мефодія та тезоіменитства Блаженнішого Мефодія в Тернопільській обласні філармонії Фондом був проведений вечір пам'яті спочилого владики[3][4][5][6].
- В травні 2015 року видано книгу «Один народ, одна мова, одна Церква»[7][8], до якої увійшли вибрані праці, написані владикою в часи предстоятельського служіння в УАПЦ. У статтях і наукових дослідженнях спочилого аналізується головна історична подія церковного життя України ХХ століття — відновлення автокефального буття Української Церкви та проголошення Київського Патріархату. У численних документах Патріархії та Архієрейського Собору УАПЦ, написаних Блаженнішим Мефодієм або під його безпосереднім керівництвом, розкрито історичні та канонічні причини сучасної канонічної кризи українського православ'я, визначено головні помилки автокефального руху та шляхи їх подолання, окреслено еклезіологію відродження УАПЦ та входження цієї Церкви у співпричастя зі Вселенським Константинопольським Патріархатом.
- 23 серпня 2015 року за підтримки Фонду організовано прибуття старовинної Іверської ікони Божої Матері з мощами святих, писаної в ХІХ сторіччі на горі Афон у Греції, для поклоніння в Парафію жон-мироносиць Української автокефальної православної церкви в селі Почапинці Тернопільської області[9][10]. Ця подія була приурочена до Дня Незалежності України та півріччя з дня смерті митрополита Мефодія.
- В річницю смерті митрополита Мефодія 24 лютого 2016 року в Тернопільському обласному краєзнавчому музеї зусиллями Фонду відкрито виставку пам`яті Його Блаженства, на якій було представлено церковне облачення митрополита, його особисті речі, книги, рукописи[11]. Перед відкриттям виставки пройшов експертний круглий стіл "Об’єднаємо Церкву — об’єднаємо Україну: Спадщина Митрополита Мефодія та консолідація Українського Православ’я" за участі духовних осіб різних християнських конфесій, представників влади та громадськості[12].
- 12–14 травня 2016 року в межах зміцнення культурних зв’язків між Україною та Білоруссю, Україною та Литвою куратор соціально-благодійного відділу Фонду пам’яті Блаженнішого Митрополита Мефодія іподиякон Андрій Палцан здійснив робочу поїздку до Білорусі та Литви. Виконуючи доручення голови Фонду Наталії Шевчук, іподиякон Андрій провів зустрічі з представниками діаспори та духовенства, зокрема з головою Діаспори українців у місті Молодечно (Білорусь) Леонідом Михайловичем Лісокобилком.[13]
- 24 травня 2016 року, до дня святих Кирила і Мефодія, Фонд пам'яті Блаженнішого Митрополита Мефодія надрукував поштові марки – «Предстоятель УАПЦ Митрополит Київський і всієї України Мефодій крізь призму Андріївської церкви м. Київ» та «Предстоятель УАПЦ Митрополит Київський і всієї України  Мефодій крізь призму Різдва Христового м. Тернопіль». [14]
- До Дня захисту прав дітей Фонд пам’яті Блаженнішого Митрополита Мефодія спільно з Тернопільською обласною державною адміністрацією в особі заступника голови ОДА Юрика Юрія Зиновійовича та заступника начальника відділу сім’ї і молоді ОДА Ляхоцького Арсенія Івановича представили програму реабілітації дітей і молоді «Долонька Щастя». [15]
- 10 червня 2016 року голова Фонду пам'яті Блаженнішого Митрополита Мефодія Наталія Михайлівна Шевчук у складі делегації відвідала міжнародну науково-практичну конференцію «Константинопольський патріархат в історії України: минуле, сьогодення, майбутнє». [16]
- 23 червня 2016 року Фонд пам'яті Блаженнішого Митрополита Мефодія відкрив соціальний проект «Від серця до серця», який має на меті допомогти залежним людям у визволенні від наркоманії та алкоголізму. [17]
- З нагоди 25-річчя незалежності України митрофорний протоієрей Роман Будзинський – духівник Фонду пам’яті Блаженнішого Митрополита Мефодія, Іван Бойко – координатор відділу реабілітації дітей та молоді і Валентина Будзинська – куратор спільного проекту Фонду пам'яті Блаженнішого Митрополита Мефодія і Парафії Святих Жон-Мироносиць УАПЦ Тернопільської єпархії «Долонька Милосердя» у складі офіційної делегації звершили прощу до Сполучених Штатів Америки[18]. [19]
- 14-15 вересня 2016 року голова Фонду пам'яті Блаженнішого Митрополита Мефодія Наталія Шевчук та митрофорний проієрей Роман Будзинський взяли участь в Міжнародному експертному форумі «Свобода релігії і переконань в умовах сучасних викликів». [20][21][22]
- 24 лютого 2017 року, до другої річниці упокоєння Блаженнішого Митрополита Мефодія, Фондом пам'яті та близьким другом спочилого Ігорем Паламарчуком був проведений меморіальний вечір пам'яті. [23]
- 27 серпня 2017 року, Блаженнішому Митрополиту Мефодію присвоєно звання "Почесний громадянин міста Тернополя". Відповідне рішення прийнято Тернопільською міською радою за поданням Фонду пам’яті Блаженнішого Митрополита Мефодія за значний внесок у розбудову церковно-державних стосунків, сприяння процесам становлення та розвитку канонічно незалежного від Москви Українського Православ`я.[24]
- 16 листопада 2017 року Фонд пам'яті Блаженнішого Митрополита Мефодія до 100-річчя початку відродження Української Автокефальної Православної Церкви було надруковано пам`ятну книгу-альбом “На молитовну пам’ять +Митрополит Мефодій”.[25]
- 31 січня 2019 року Фонд пам'яті Блаженнішого Митрополита Мефодія став співорганізатором Міжнародної експертної конференції “Юрисдикційний статус Київської православної митрополії у 1686 році: богослівʼя, канонічне право та культурно-історичний контекст”.[26]
- 9 грудня 2019 року голова Фонду пам'яті Блаженнішого Митрополита МЕфодія Наталія Шевчук зареєструвала петицію до Предизента України "СТВОРЕННЯ НАЦІОНАЛЬНОГО ЗАПОВІДНИКА У ДНІСТРОВСЬКОМУ КАНЬЙОНІ ТА ПОВЕРНЕННЯ УНІКАЛЬНОЇ ПАМ’ЯТКИ АРХІТЕКТУРИ ПАЛАЦУ XVII–XIX СТ. ЧЕРВОНОГОРОДСЬКИЙ ЗАМОК З ПРИВАТНОЇ ВЛАСНОСТІ"[27]

## Публікації
- Передмова до книги Блаженнішого Мефодія «Один народ, одна мова, одна Церква»[28]
- V Всеукраїнський Помісний собор УАПЦ: коментар Наталії Шевчук. 6 червня 2015[29]
- Коментар Наталії Шевчук щодо зустрічі комісій з діалогу УАПЦ і УПЦ КП. 9 червня 2015[30]
- Львівська Єпархія УАПЦ не перестає дивувати. 11 червня 2015[31]
- Предстоятель УАПЦ повів себе як Янукович. Інтерв'ю Наталії Шевчук агенції «Укрінформ». 12 серпня 2015[32][33]
- Внесення розбрату у церковне життя діаспори неприпустиме. 18 серпня 2015[34]
- УАПЦ: півроку без Митрополита Мефодія. 24 серпня 2015[35]
- Українське православ'я: переформатування неминуче. Наталія Шевчук. Сайт Портал-Credo.Ru. 14 жовтня 2015[36][37]
- Двері Святої Софії відкриті: річниця смерті Митрополита Мефодія[38].
- Наша діаспора може багато чому нас навчити. Інтерв'ю митрофорного протоієрея Романа Будзинського. [18]
- Наталія Шевчук: “До 10-ї річниці повернення в Україну останків Арсена Річинського”. [39]
- Вирішується доля не Владики Мстислава, а цілої УАПЦ. Наталія Шевчук. 17 жовтня 2016 [40]
- Мертві мухи псують і роблять смердючою запашну оливу. 25 лютого 2017 року [41]
- Митрополит Макрій - людина щира у своїй ідіотії. 5 травня 2017 року [42]
- Про «алкопопів», геїв у рясах та інші прикрощі сучасного церковного життя. 20 травня 2017 року [43]
- Не можна просаджувати у кабаках кошти, які жертвують на храм. 19 червня 2017 року [44]
- Відкрити лист вірних УАПЦ до Митрополита Макарія. 23 червня 2017 року [45]
- Заява Фонду пам`яті Блаженнішого Митрополита Мефодія: Зупинити злочин! Покарати злочинців! 12 липня 2017 року[46]
- Альтернативи об`єднанню немає, але бажано прямувати до нього спільно. 14 липня 2017 року [47]
- Звернення до духовенства та вірян Львівської єпархії УАПЦ. 31 липня 2017 року [48]
- Хто лобіює інтереси УАПЦ? 2 серпня 2017 року [49]
- Повідомлення Фонду пам`яті Блаженнішого Митрополита Мефодія з приводу нелегітимної процедури обрання кандидата на Тернопільську кафедру. 20 вересня 2017 року[50]
- Наталія Шевчук: 30 питань до Митрополита Макарія. 3 березня 2018 року[51]
- Предстоятель без освіти? 29 березня 2018 року [52]
- Звернення до Предстоятеля Православної Церкви України Митрополита Київського і всієї України Блаженнішого ЕПІФАНІЯ з проханням долучитись до повернення у власність Православної Церкви України чоловічого монастиря святих первоверховних апостолів Петра і Павла (Червоногородського замку — пам’ятки місцевого значення Тернопільщини). 21 вересня 2019 року[53]

## Галерея
Похорон Блаженнішого Митрополита Мефодія:

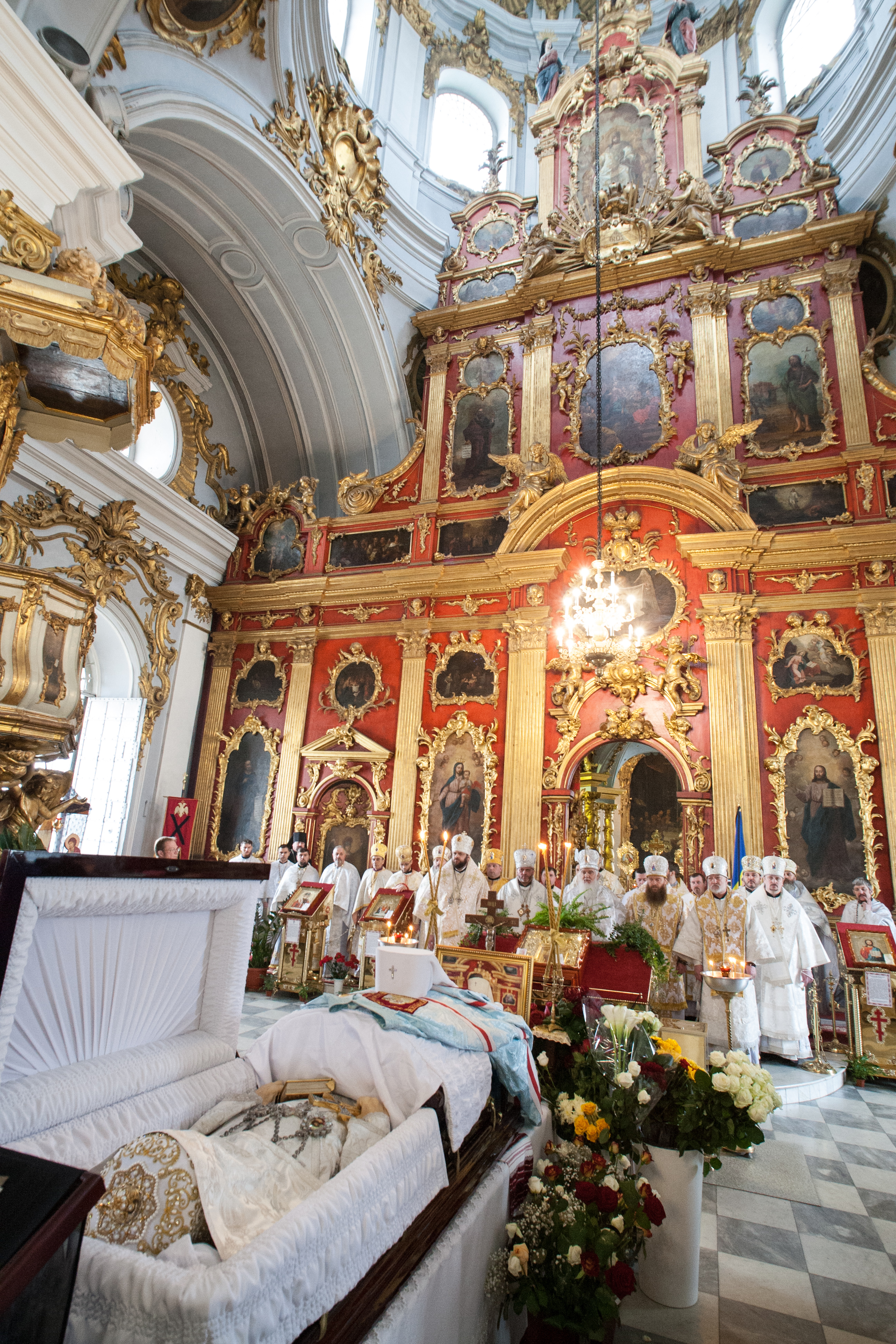
Труна Блаженнішого Митрополита Мефодія в Андріївській церкві, 25 лютого 2015 року
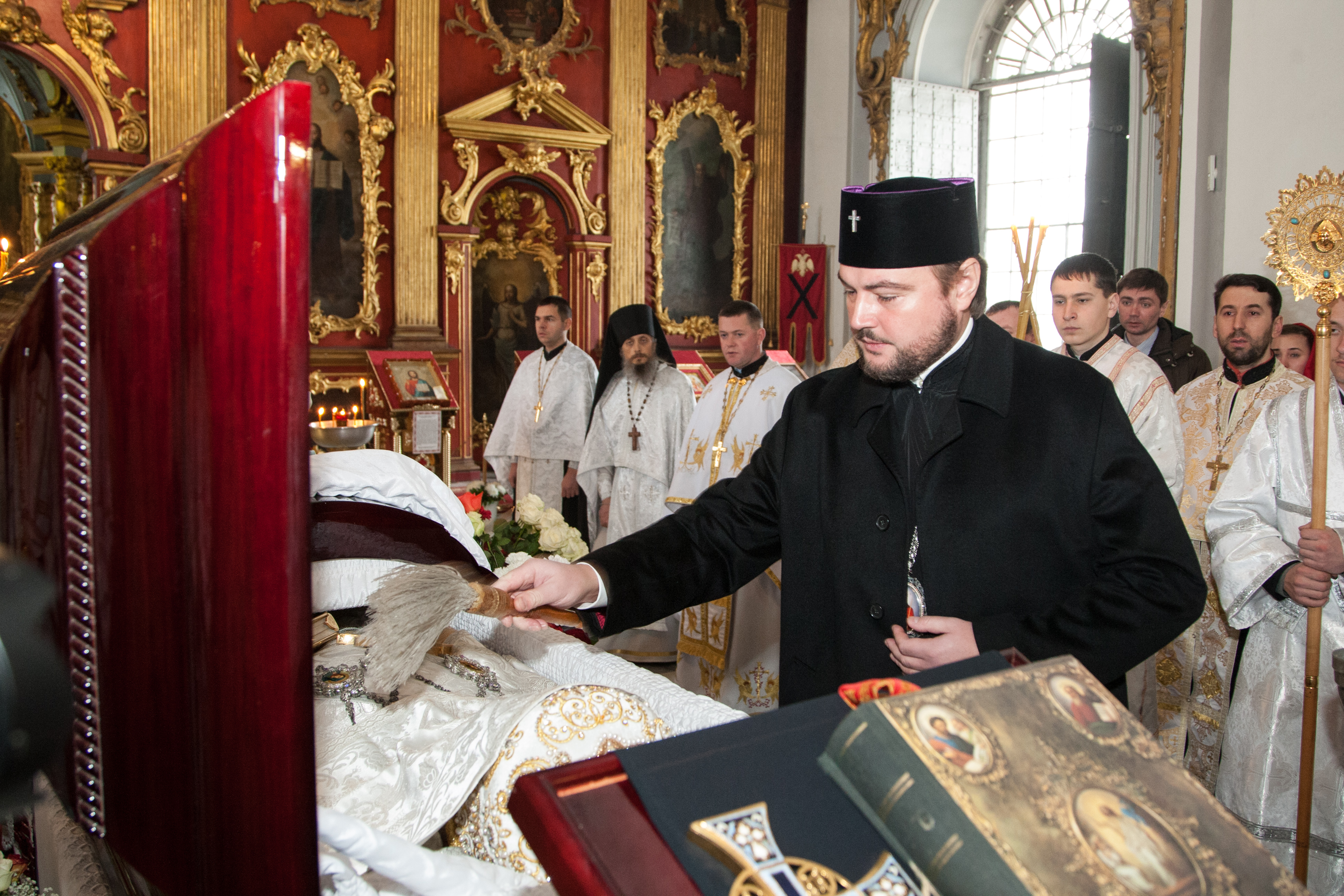
Митрополит Олександр (Драбинко) на похороні Блаженнішого Митрополита Мефодія, Андріївська церква, Київ
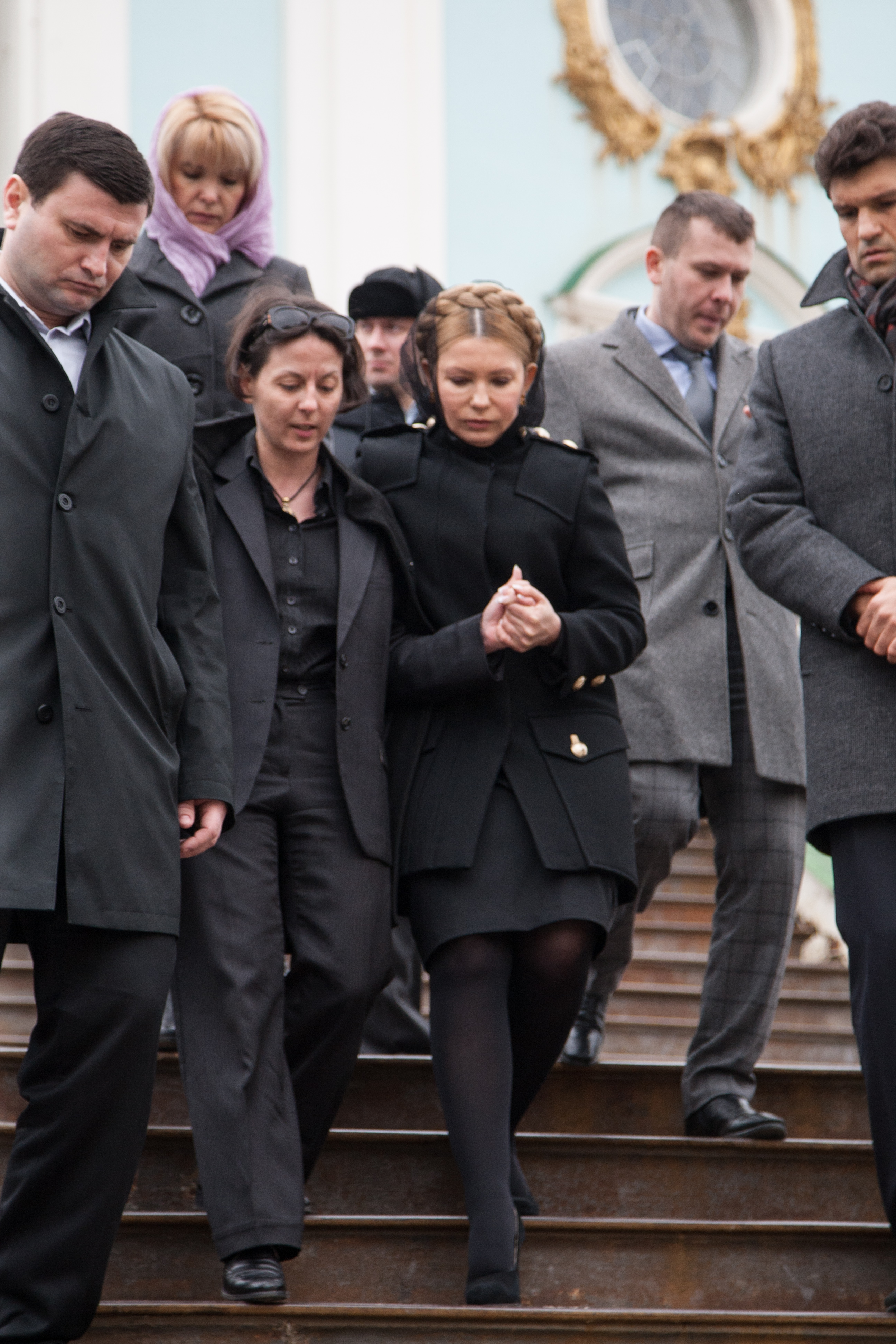
Юлія Тимошенко та Перший помічник Митрополита Мефодія, Голова Фонду пам`яті Блаженнішого Митрополита Мефодія, Наталія Шевчук на похороні владики. Андріївська церква, Київ, 25 лютого 2015 року.

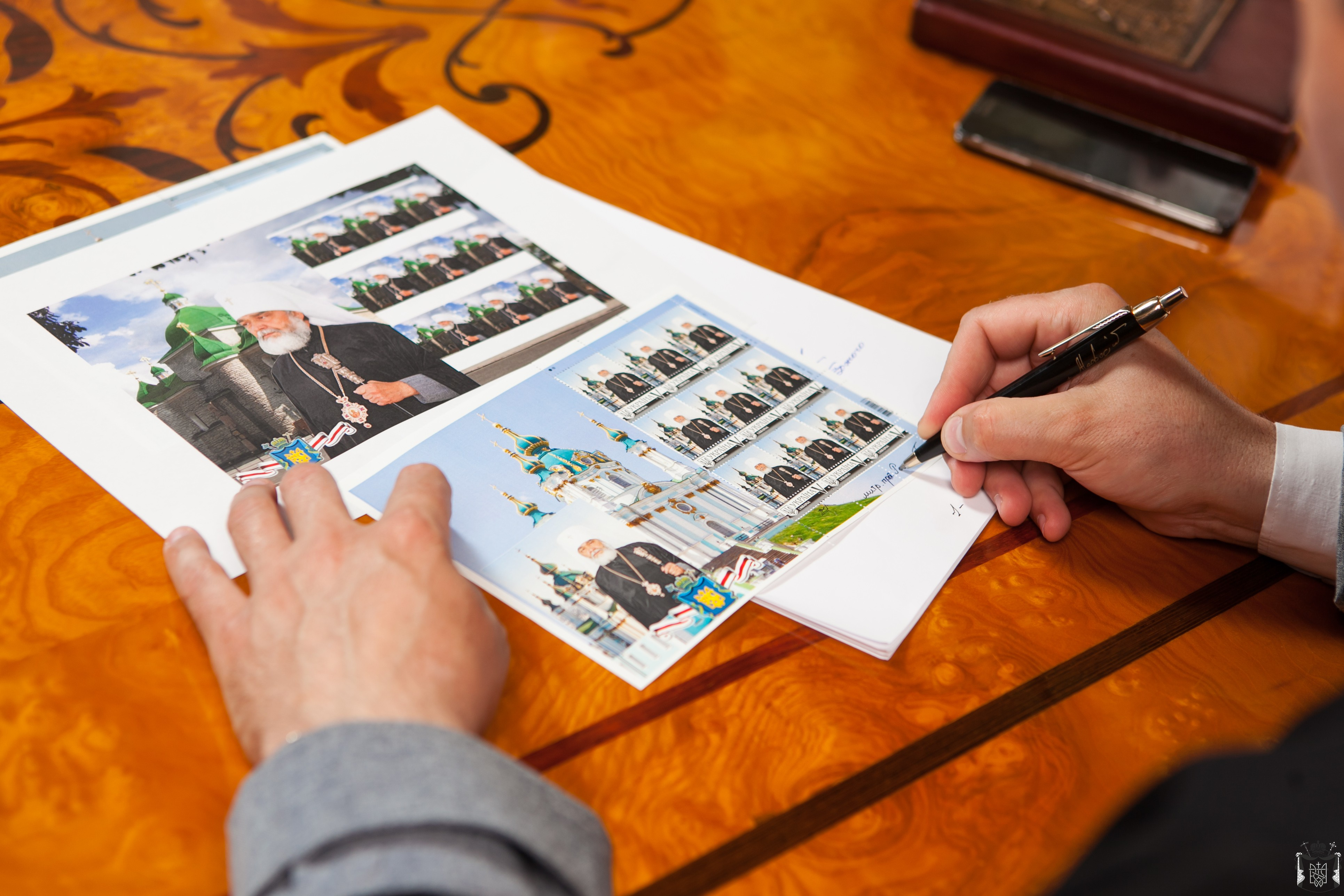
«Предстоятель УАПЦ Митрополит Київський і всієї України Мефодій крізь призму Андріївської церкви м. Київ» та Церкви Різдва Христового м. Тернопіль».

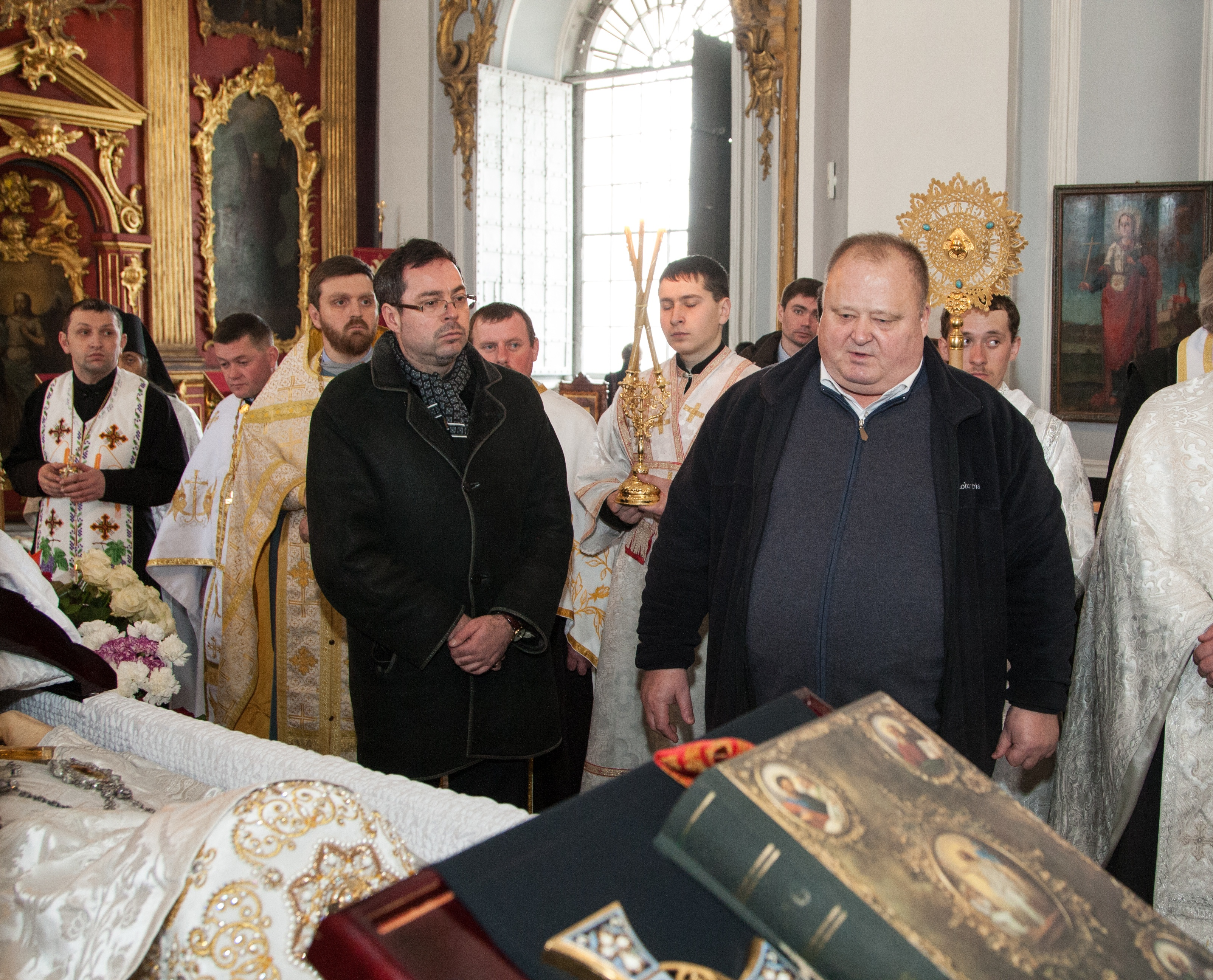
Андрій Юраш та Віктор Бондаренко біля домовини митрополита Мефодія в Андріївській церкві, Київ.
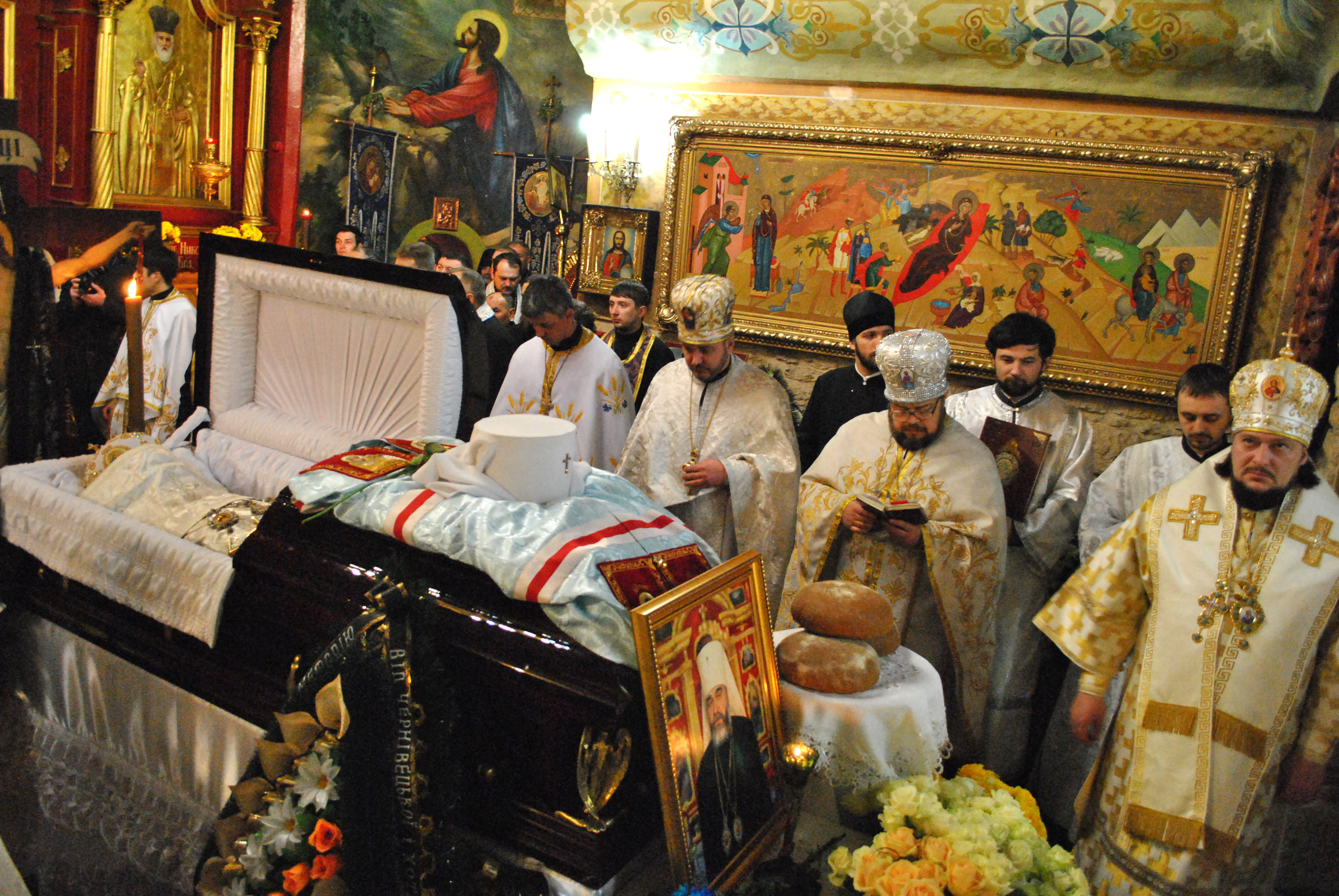
Панахида у церкві Різдва Христового в Тернополі, 26 лютого 2015 року
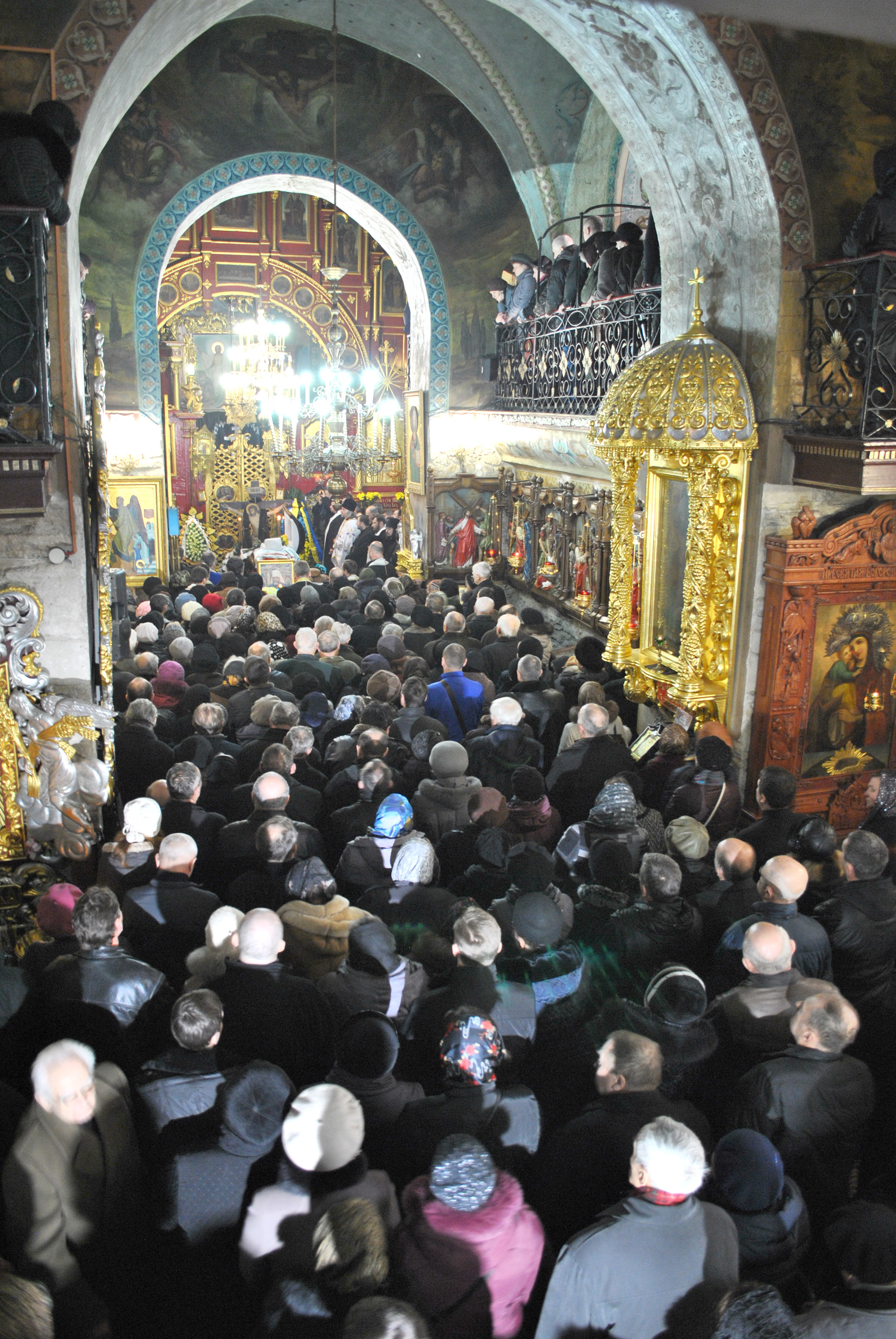
Велелюддя у храмі
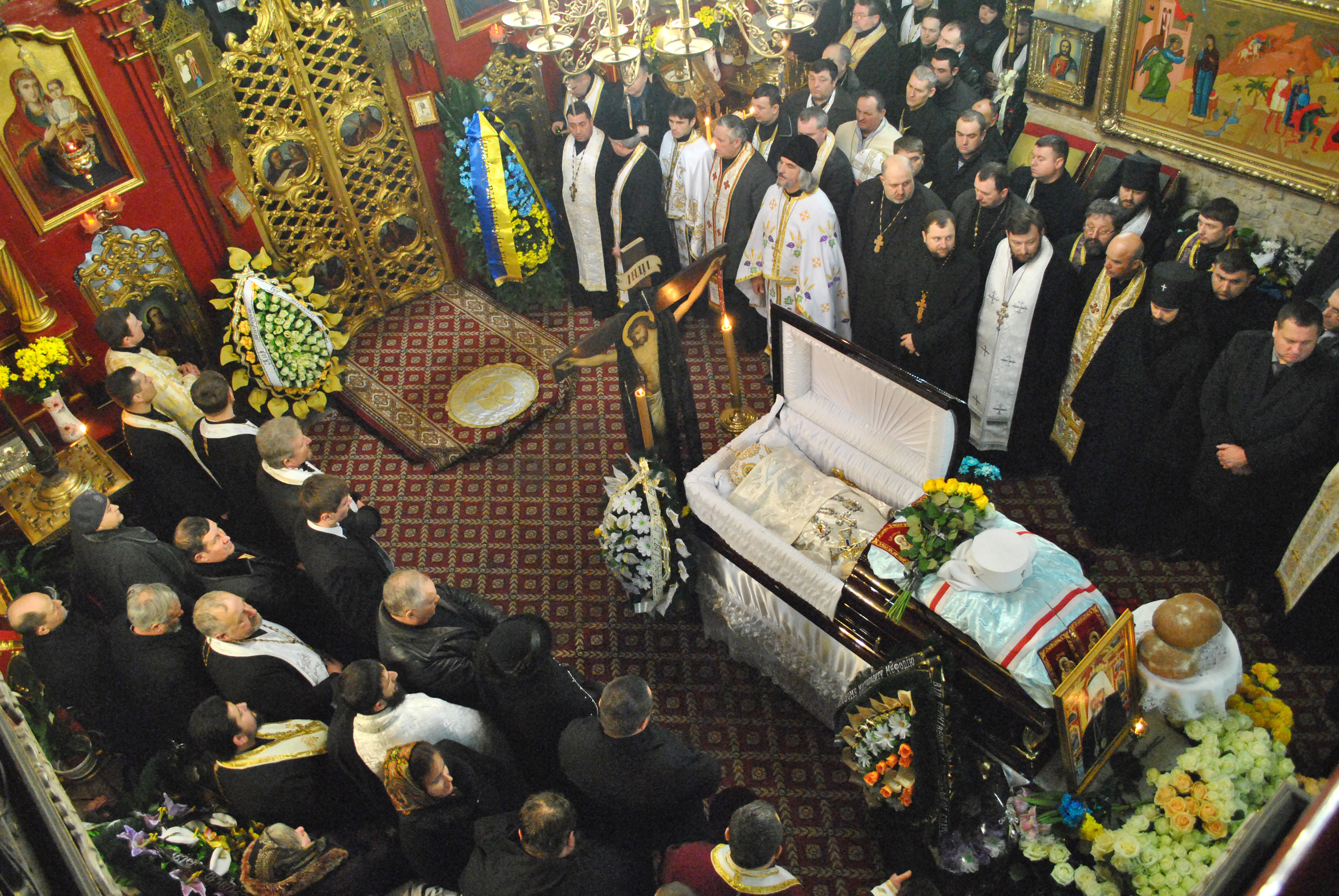
Під час панахиди  у церкві Різдва Христового в Тернополі, 26 лютого 2015 року
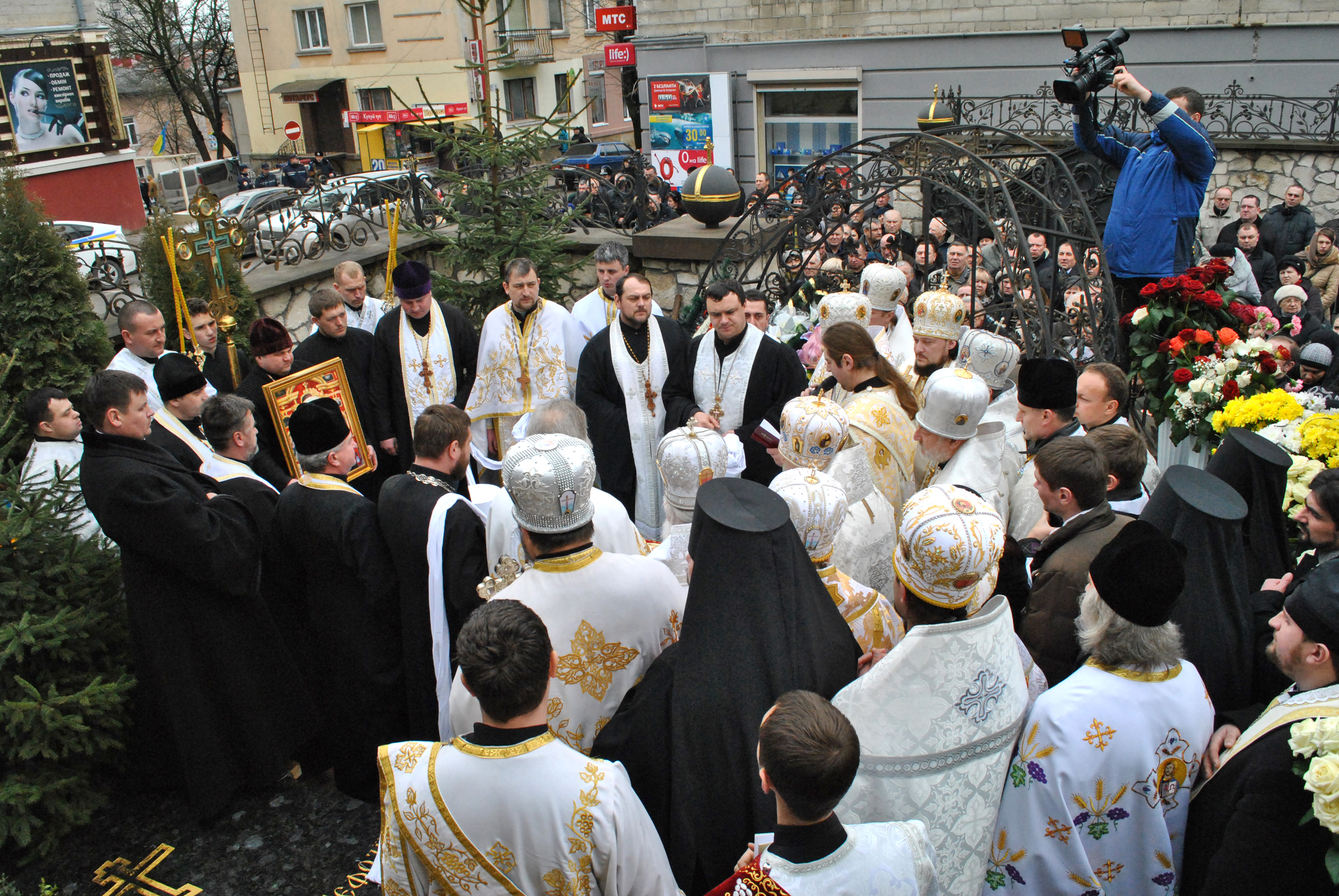
Поховання
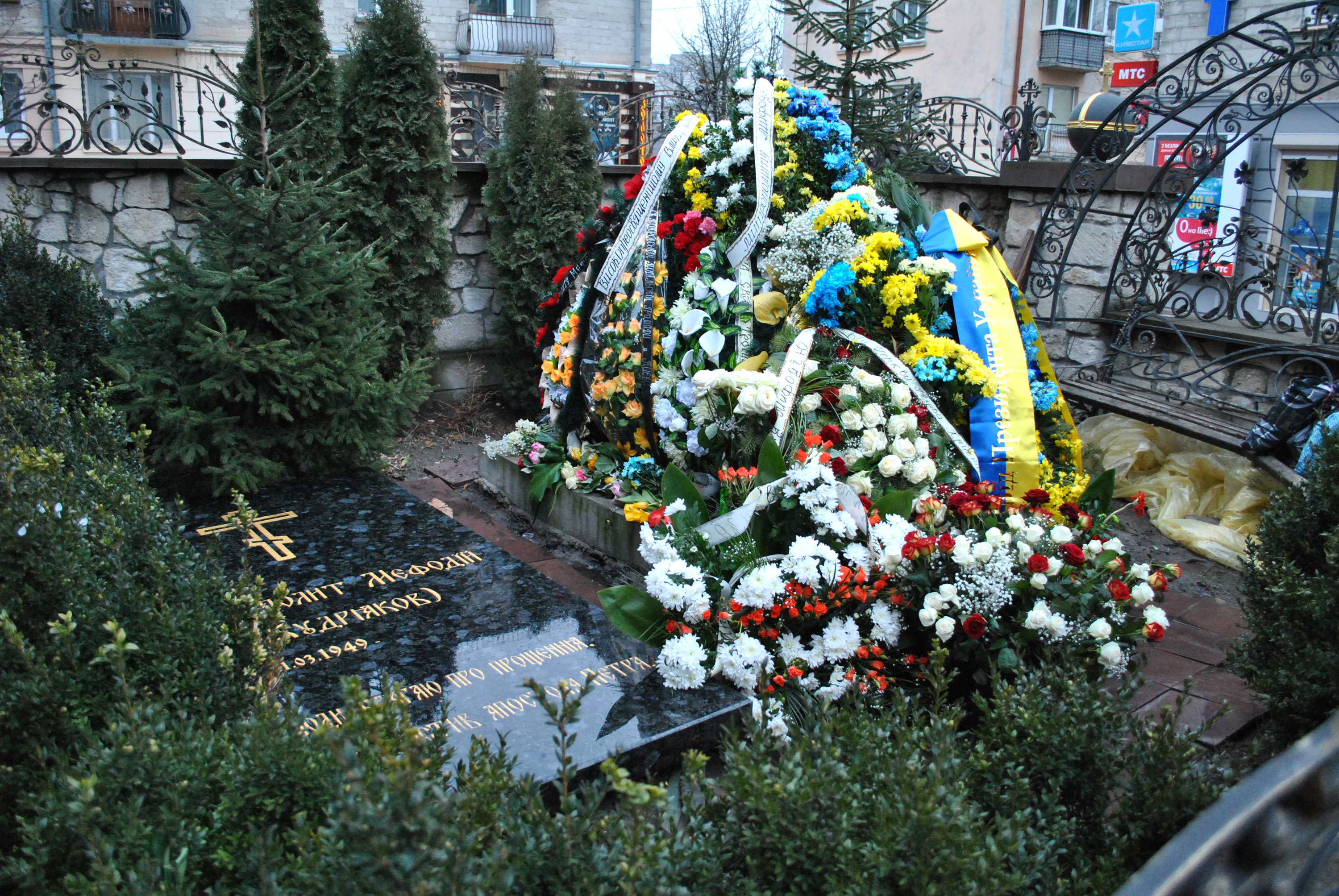
Могила Митрополита Мефодія, Церква Різдва Христового, Тернопіль

Виставка пам’яті в Тернопільському обласному краєзнавчому музеї в річницю смерті 24 лютого 2016 року:

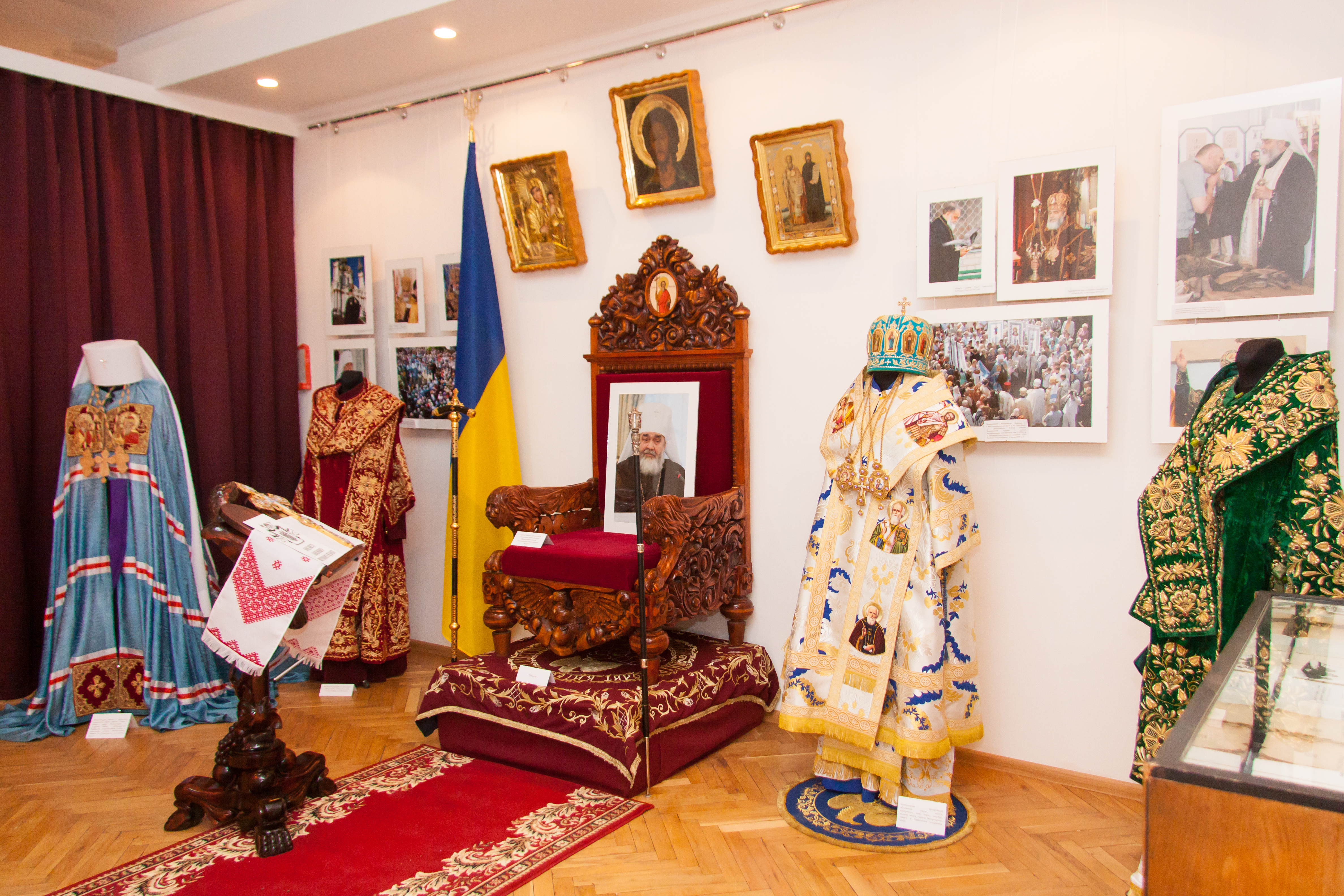
Тернопільський обласний краєзнавчий музей. Відкриття виставки пам’яті Блаженнішого Мефодія, митрополита Київського і всієї України, Предстоятеля Української автокефальної православної церкви, організованої Фондом пам`яті Блаженнішого Митрополита Мефодія. Облачення і горний престол
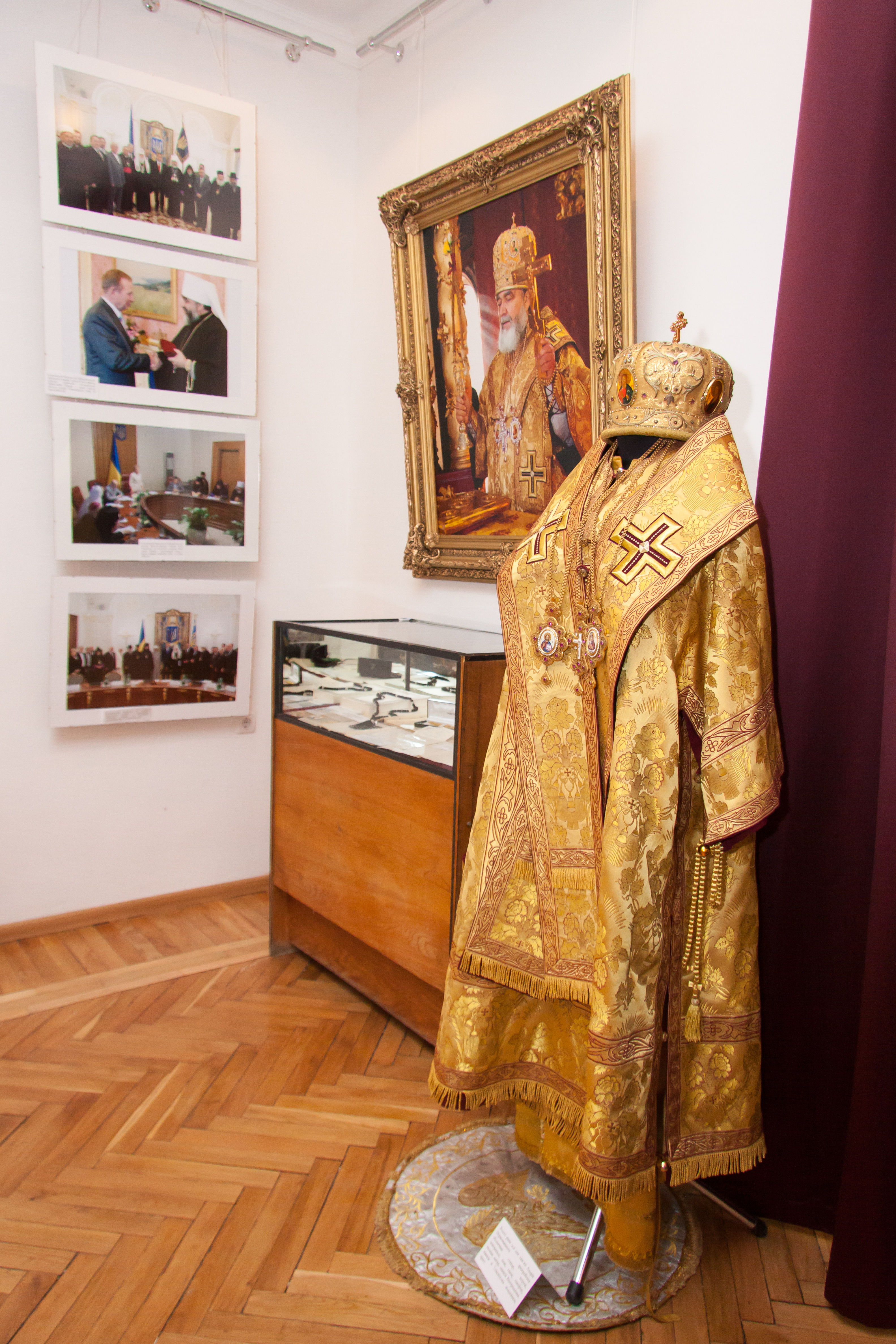
Тернопільський обласний краєзнавчий музей. Відкриття виставки пам’яті Блаженнішого Мефодія. Облачення і фотографії митрополита
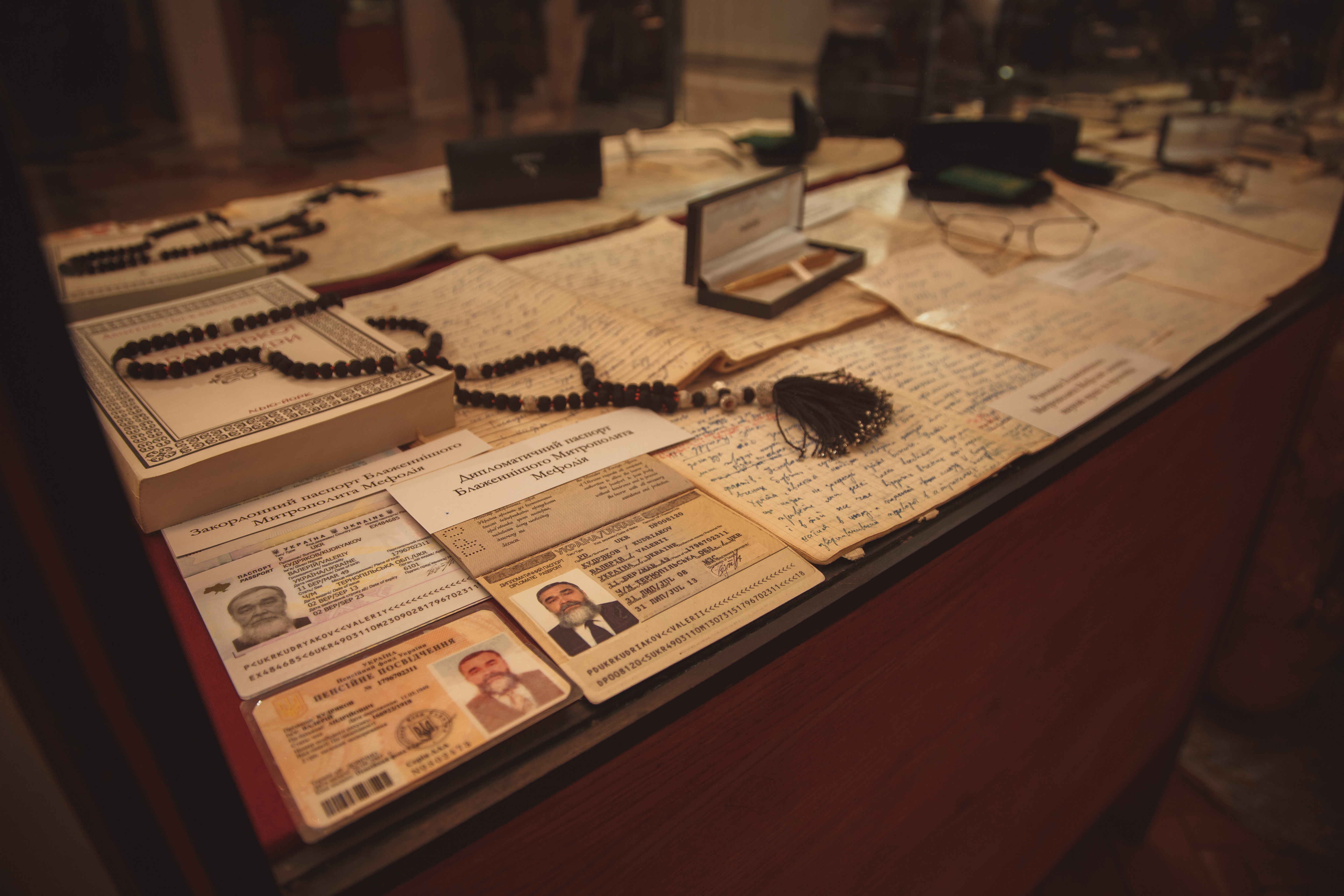
Рукописи і особисті речі митрополита
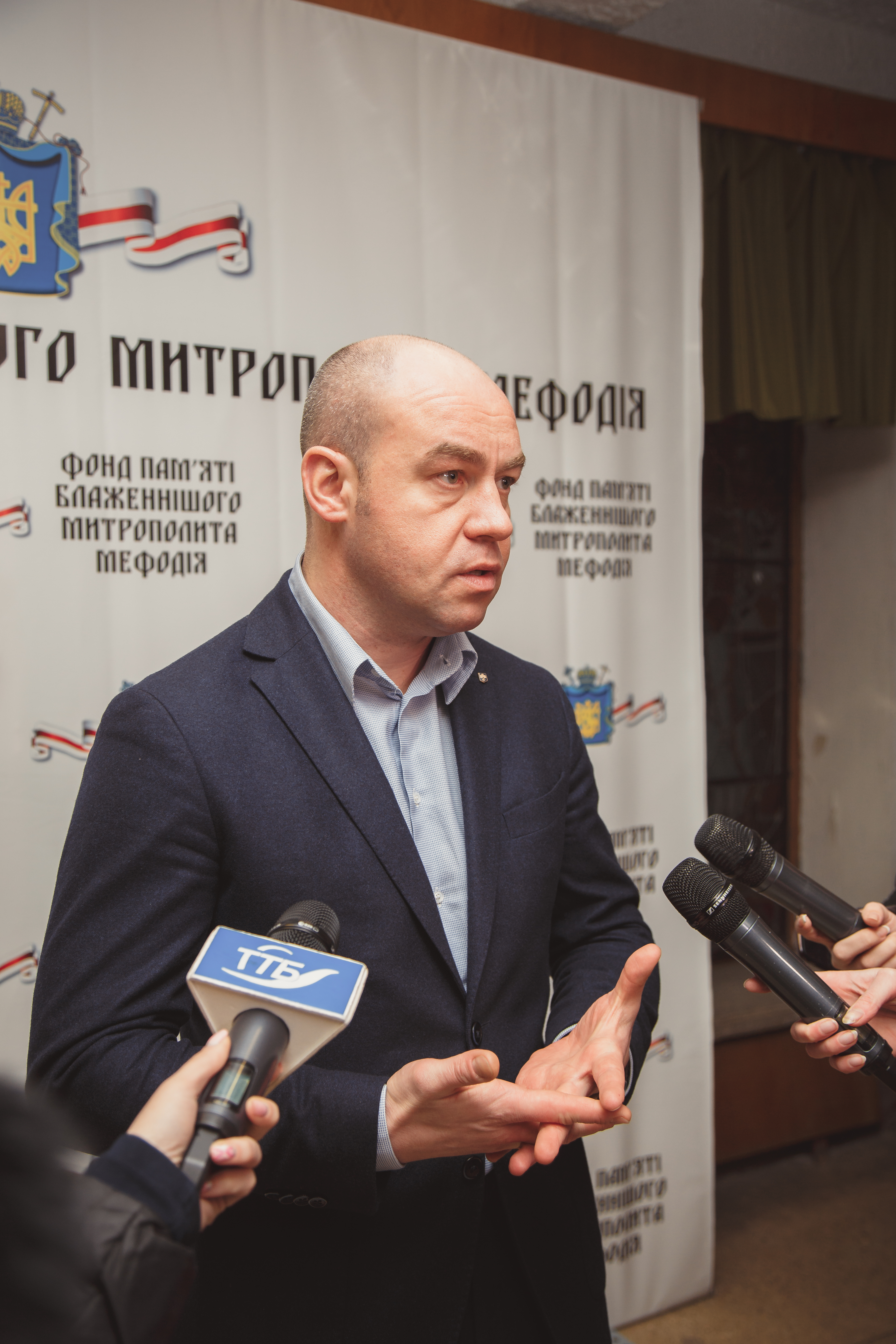
Інтерв`ю Тернопільського міського голови Сергія Надала
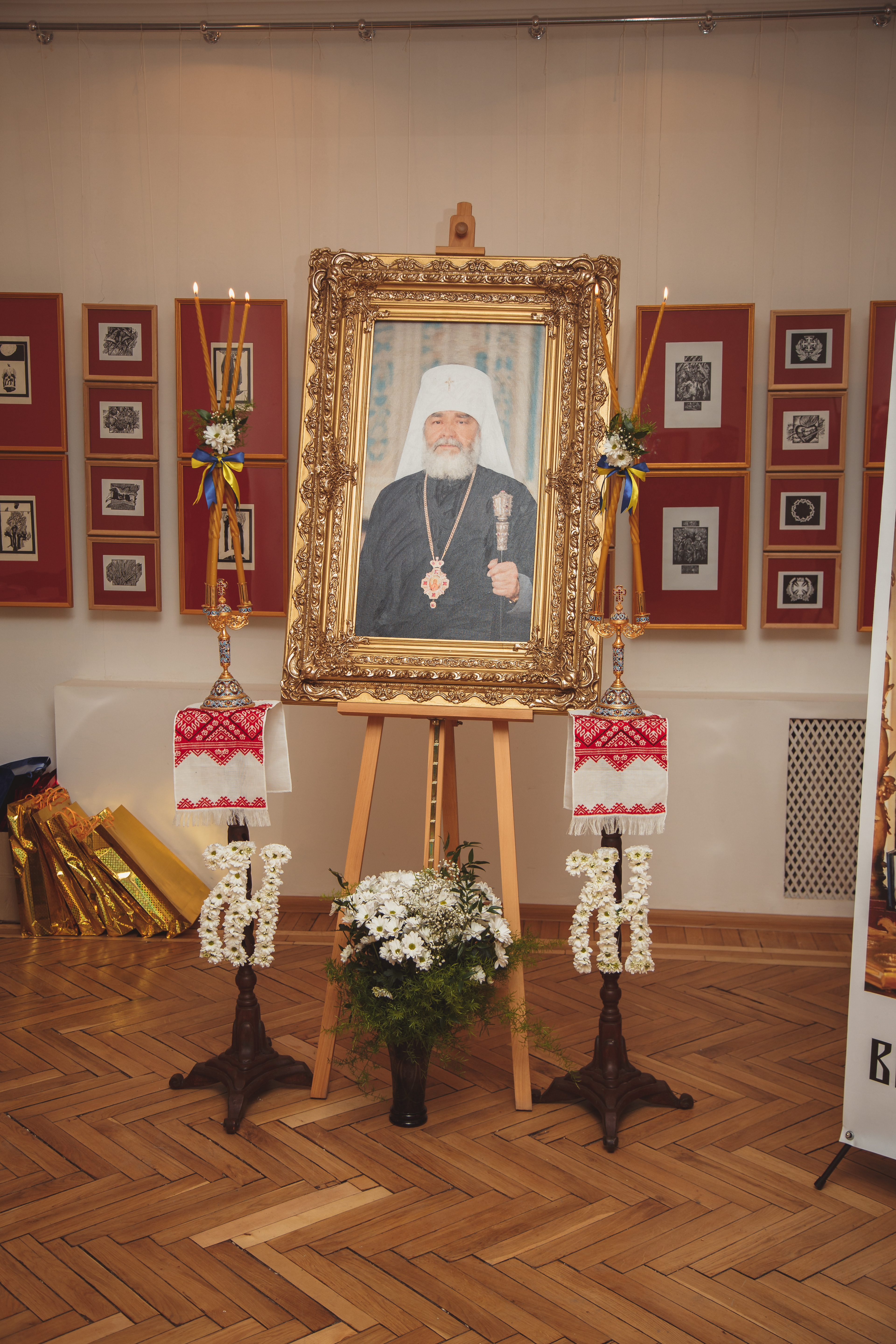
Портрет митрополита
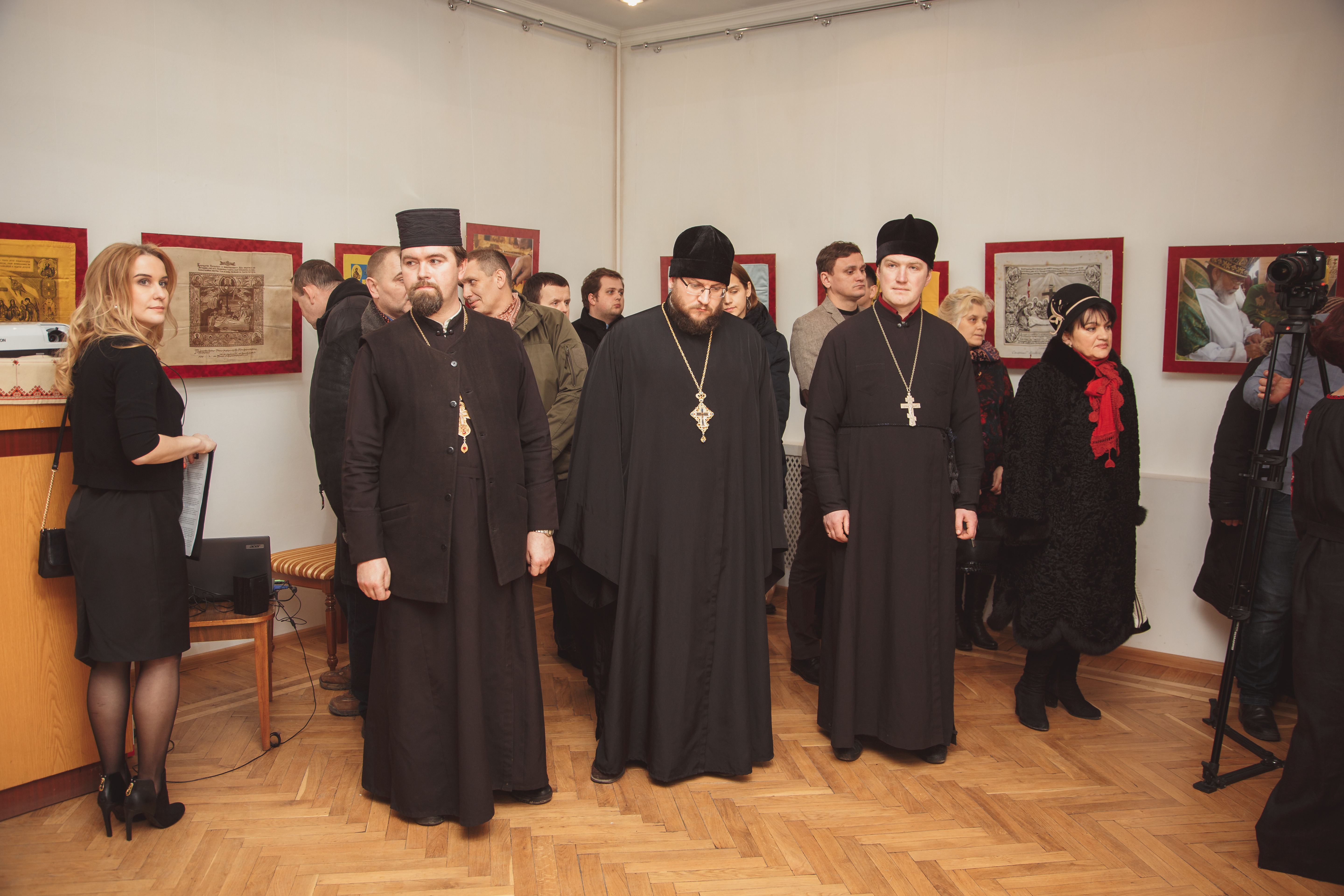
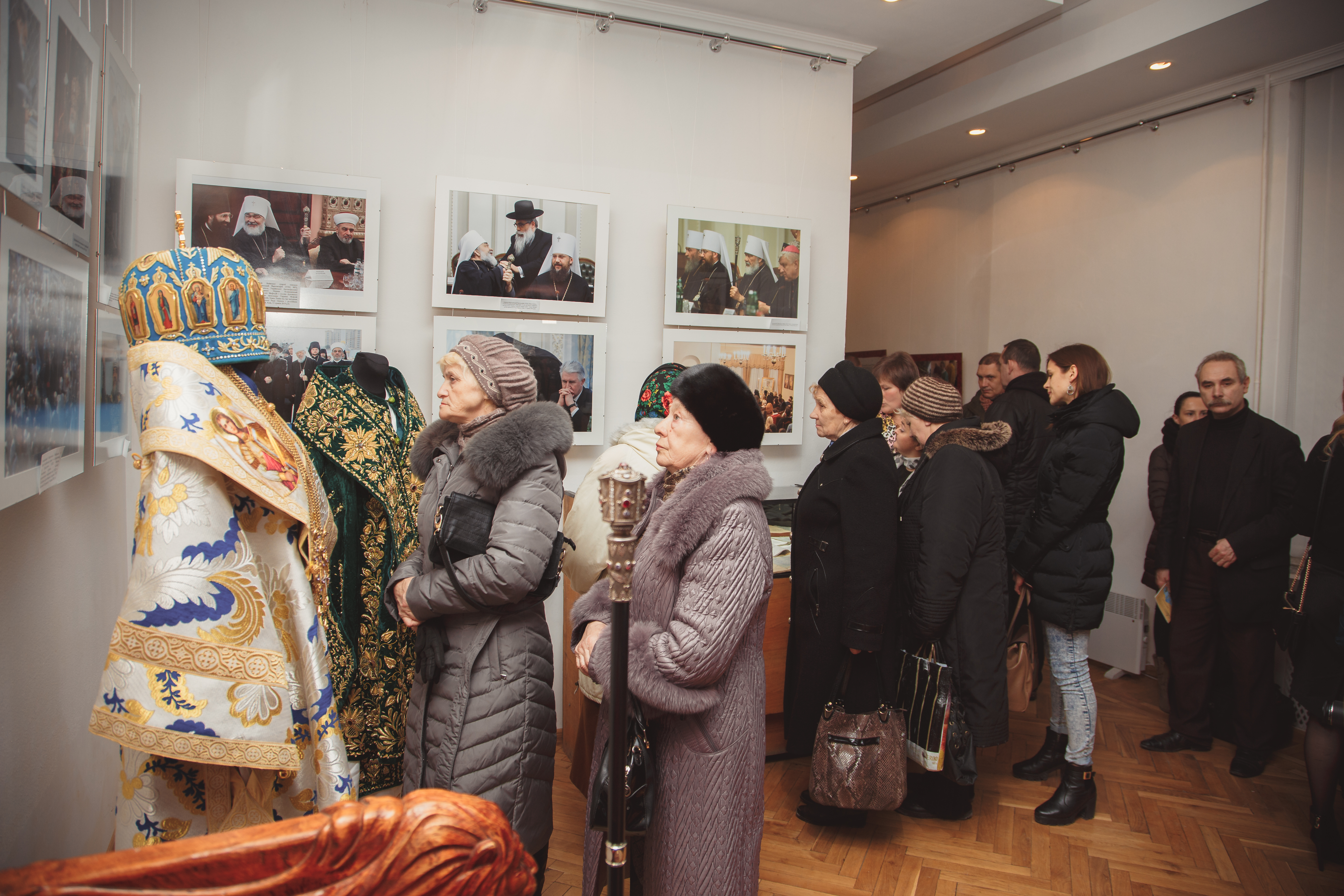

### Святійший Патріарх Філарет віддав шану спочилому Митрополиту Мефодію:

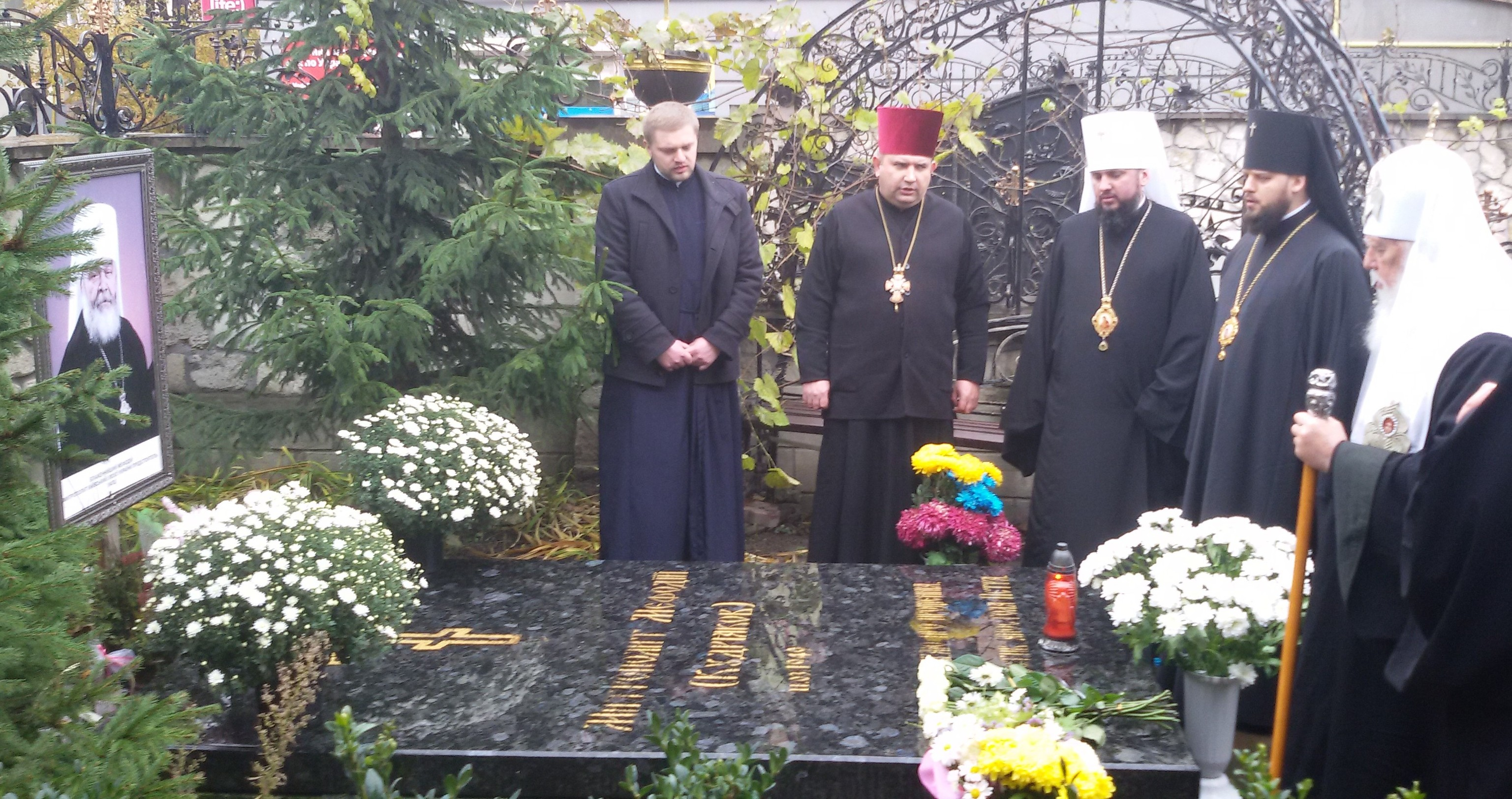
Молитва Святійшого за спокій душі спочилого Митрополита Мефодія
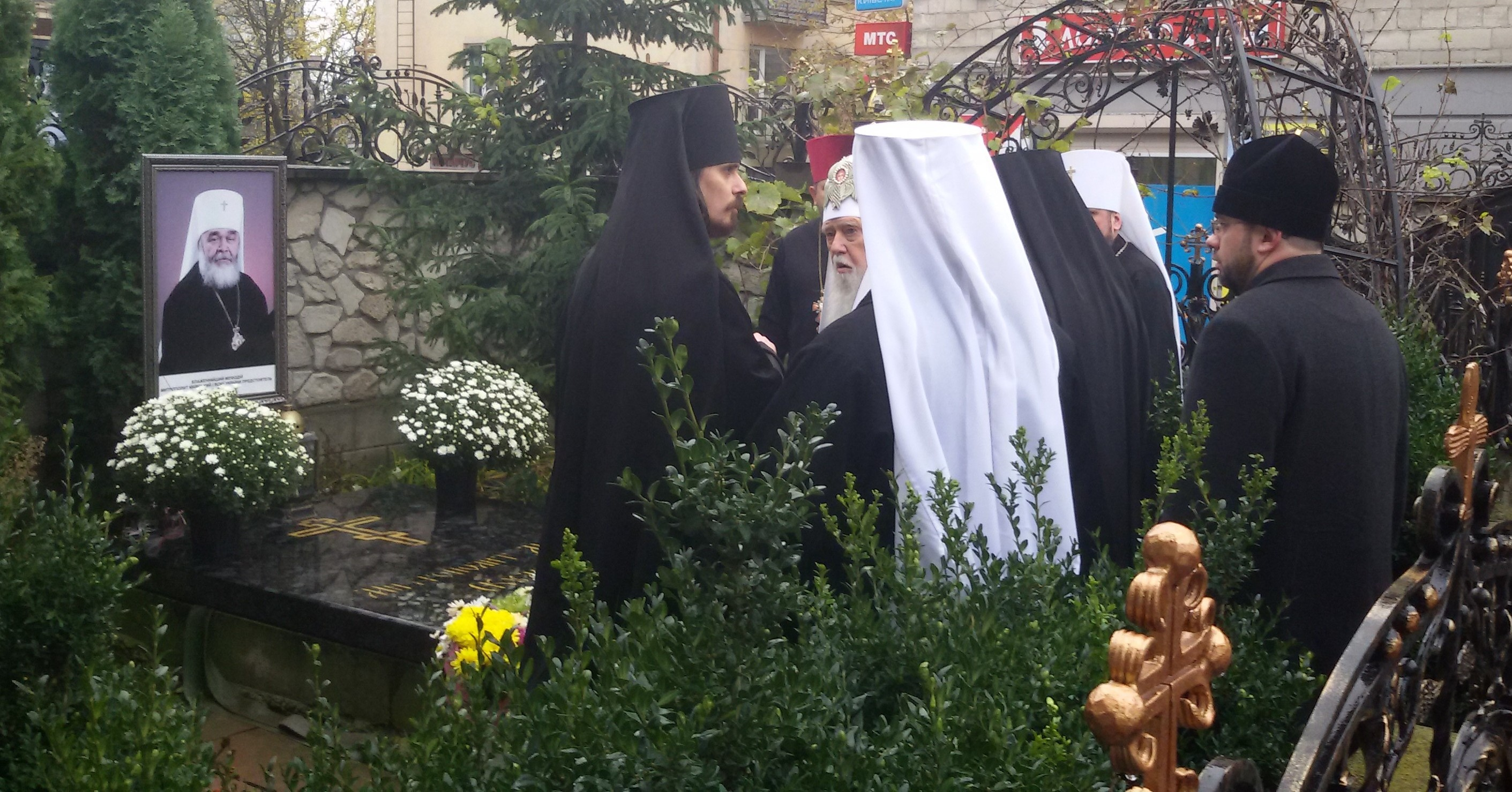
Святійший Патріарх Філарет у супроводі духовенства УПЦ КП
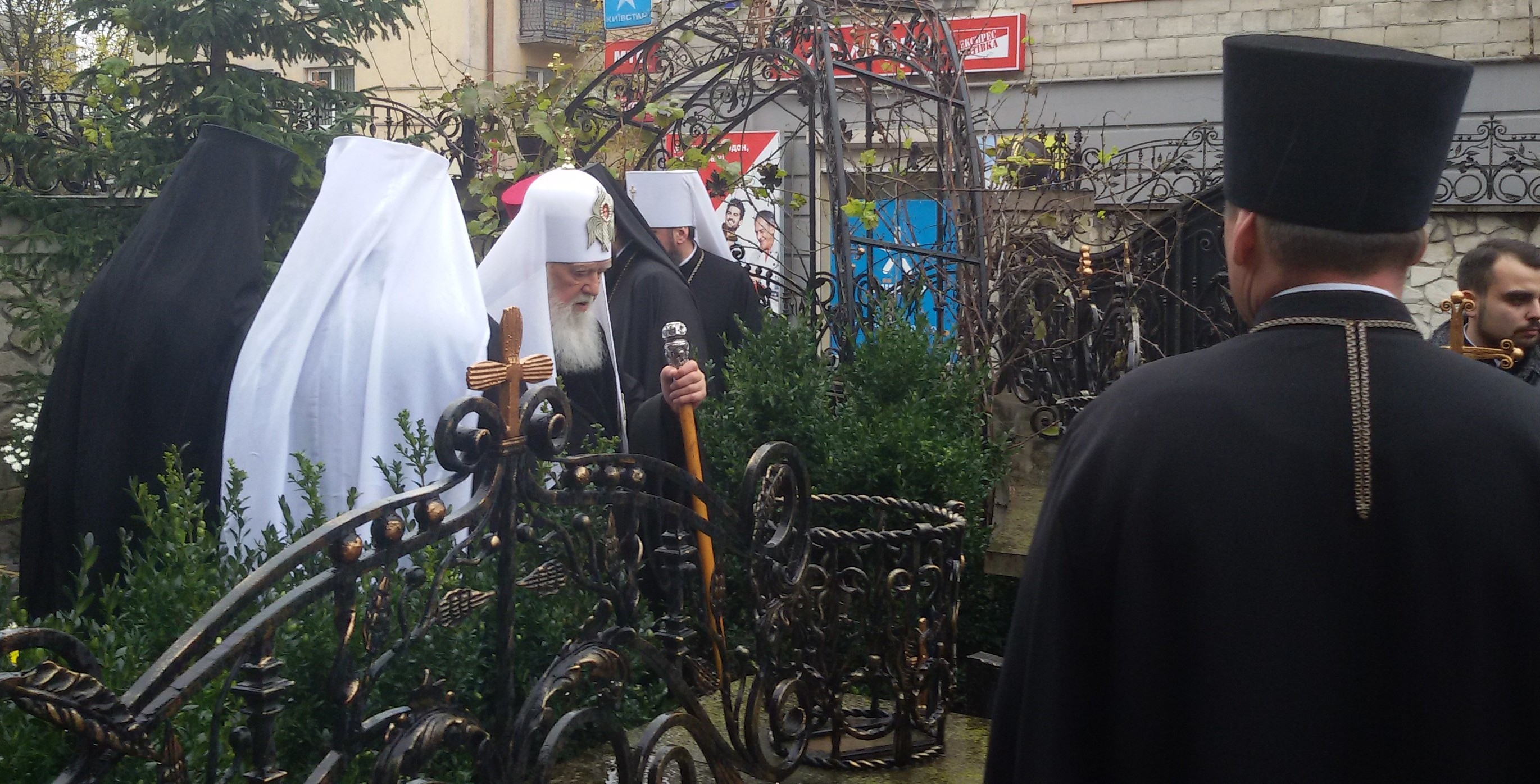
Патріарх Філарет, Церква Різдва Христового, Тернопіль